# Depot II von Nová Ves
Das Depot II von Nová Ves (auch Hortfund II von Nová Ves) ist ein Depotfund der frühbronzezeitlichen Aunjetitzer Kultur aus Nová Ves u Brloha im Jihočeský kraj, Tschechien. Es datiert in die Zeit zwischen 1800 und 1600 v. Chr.

## Fundgeschichte
Das Depot wurde 2008 nordöstlich von Nová Ves mit einem Metalldetektor entdeckt. Die Fundstelle liegt auf einem kleinen Plateau namens „U Vacla“. Das Depot wurde am Fuß eines Grabhügels gefunden. Die Gegenstände lagen ungeordnet in einer flachen Grube. Eine archäologische Nachuntersuchung der Fundstelle erbrachte keine weiteren Funde oder Befunde. In nur 150 m Entfernung wurde noch ein weiteres Depot der Aunjetitzer Kultur entdeckt.

## Zusammensetzung
Das Depot besteht aus zwölf kupfernen Gussbrocken sowie einer bronzenen Schaftröhrenaxt. Der für die Bronzelegierung der Axt durch Röntgenfluoreszenzanalyse ermittelte Zinngehalt von 21,6 % dürfte in Wirklichkeit niedriger liegen. Die Messung wurde wahrscheinlich verfälscht, da direkt an der Oberfläche der Korrosionsschicht gemessen wurde.